# Nazionale maschile under 15 di calcio dell'Italia
La Nazionale italiana Under-15 è, nella gerarchia delle Nazionali giovanili italiane, precedente alla Nazionale Under-16.

## La squadra
L'attuale selezionatore della nazionale Under-15 è Enrico Battisti .

## Commissari tecnici
- Francesco Rocca (1998-1999)
- Francesco Rocca (2008-2011)
- Antonio Rocca (2011-2018)
- Patrizia Panico (2018-2021)
- Massimiliano Favo (2021-2023)
- Enrico Battisti (2023-)

## Allenatori
Di seguito la lista degli allenatori aggiornata al 3 maggio 2013.
| Numero | Nome                  | Partite | Vittorie | Pareggi | Sconfitte | Gol fatti | Gol subiti | Dif. reti |
| ------ | --------------------- | ------- | -------- | ------- | --------- | --------- | ---------- | --------- |
| 1      | Vatta S. - Benetti R. | 6       | 1        | 2       | 3         | 5         | 6          | -1        |
| 2      | Benetti R.            | 10      | 5        | 3       | 2         | 12        | 7          | +5        |
| 3      | Antonio Rocca         | 66      | 30       | 18      | 18        | 90        | 63         | +27       |
| 4      | Rosario Rampanti      | 5       | 2        | 3       | 0         | 7         | 2          | +5        |
| 5      | Rampanti - Piacenti   | 11      | 4        | 3       | 4         | 14        | 15         | -1        |
| 6      | Domenico Caso         | 4       | 2        | 0       | 2         | 5         | 3          | +2        |
| -      | Totale                | 102     | 44       | 29      | 29        | 133       | 96         | +37       |

## Statistiche partite
Questa è la statistica di tutte le partite ufficiali giocate dalla nazionale di calcio dell'Italia fino al 4 marzo 2010.
| Competizione | Partite | Vittorie | Pareggi | Sconfitte | Gol fatti | Gol subiti | Dif. reti |
| ------------ | ------- | -------- | ------- | --------- | --------- | ---------- | --------- |
| In casa      | 66      | 28       | 21      | 17        | 87        | 57         | +30       |
| Fuori casa   | 27      | 10       | 5       | 12        | 27        | 36         | -9        |
| Totali       | 93      | 38       | 26      | 29        | 114       | 93         | +21       |

## Rosa attuale
Elenco dei 20 calciatori convocati per un'amichevole contro la Serbia il 27 febbraio 2020.
|  | P | Mattia Sonzogni     | 30 luglio 2009   | 6  | 0 | Atalanta   |  |  |
|  | P | Pietro Faccioli     | 01 febbraio 2009 | 3  | 0 | Milan      |  |  |
|  |   |                     |                  |    |   |            |  |  |
|  | D | Djibril Diallo      | 9 marzo 2009     | 5  | 0 | Milan      |  |  |
|  | D | Giampaolo Bonifazi  | 23 febbraio 2009 | 4  | 0 | Roma       |  |  |
|  | D | Cristian Cioffi     | 7 gennaio 2009   | 7  | 0 | Fiorentina |  |  |
|  | D | Edoardo Rocchetti   | 21 luglio 2009   | 10 | 0 | Juventus   |  |  |
|  | D | Edoardo Evangelista | 1º marzo 2009    | 5  | 0 | Inter      |  |  |
|  | D | Jacopo Del Fabbro   | 29 gennaio 2009  | 10 | 1 | Juventus   |  |  |
|  | D | Mohamed Toure       | 23 giugno 2009   | 6  | 0 | Bologna    |  |  |
|  | D | Mattia Mercogliano  | 31 gennaio 2009  | 4  | 0 | Milan      |  |  |
|  |   |                     |                  |    |   |            |  |  |
|  | C | Pietro Stocco       | 24 maggio 2009   | 9  | 0 | Atalanta   |  |  |
|  | C | Mattia Angelicchio  | 15 luglio 2009   | 6  | 0 | Milan      |  |  |
|  | C | Gioele Giammattei   | 20 maggio 2009   | 11 | 2 | Roma       |  |  |
|  | C | Giovanni Zanatta    | 28 febbraio 2009 | 6  | 0 | Atalanta   |  |  |
|  | C | Thomas Martini      | 17 maggio 2009   | 3  | 0 | Milan      |  |  |
|  |   |                     |                  |    |   |            |  |  |
|  | A | Destiny Elimoghale  | 23 aprile 2009   | 13 | 1 | Juventus   |  |  |
|  | A | Giovanni Bruno      | 17 gennaio 2009  | 8  | 3 | Juventus   |  |  |
|  | A | Samuele Pisati      | 27 febbraio 2009 | 13 | 5 | Milan      |  |  |
|  | A | Jacopo Landi        | 26 febbraio 2009 | 6  | 1 | Empoli     |  |  |
|  | A | Kevin Fustini       | 3 luglio 2009    | 13 | 3 | Bologna    |  |  |
|  | A | Delis Gjeci         | 27 febbraio 2009 | 8  | 2 | Inter      |  |  |
|  | A | Nicolò Amalfitano   | 24 febbraio 2009 | 2  | 0 | Atalanta   |  |  |

## Staff tecnico
- Commissario tecnico: Enrico Battisti
- Assistente tecnico: Bruno Redolfi
- Coordinatore Nazionale Under-15: Antonio Rocca
- Preparatore atletico: a rotazione
- Preparatore dei portieri: a rotazione
- Medico: Riccardo Di Niccolò
- Fisioterapista: Fabrizio Casati
- Segretario: Francesco Lupi